# Jan Victors
Jan Victors ou Jan Fictor (13 juin 1619, Amsterdam - c 1676-1677, Indes orientales néerlandaises) est un peintre néerlandais du siècle d'or. Il est connu pour ses peintures de portraits, de scènes bibliques et scènes de genre.

## Biographie
Jan Victors est né en 1619 à Amsterdam aux Pays-Bas. 
Il est cité dans un registre d'impôt de Haarlem en 1722 comme étant un élève du peintre Rembrandt van Rijn. Le tableau Jeune fille à la fenêtre avec la finesse du trait et le style expressif du personnage, montre l'influence de Rembrandt sur Jan Victors. Comme beaucoup de peintres, après l'année désastreuse de 1672 ou rampjaar, et la crise qui a suivi, il est obligé de combiner plusieurs emplois tels qu'infirmier et pasteur à la Compagnie néerlandaise des Indes orientales en 1676. 
Il meurt juste après son arrivée en Indonésie en 1676.

## Œuvres

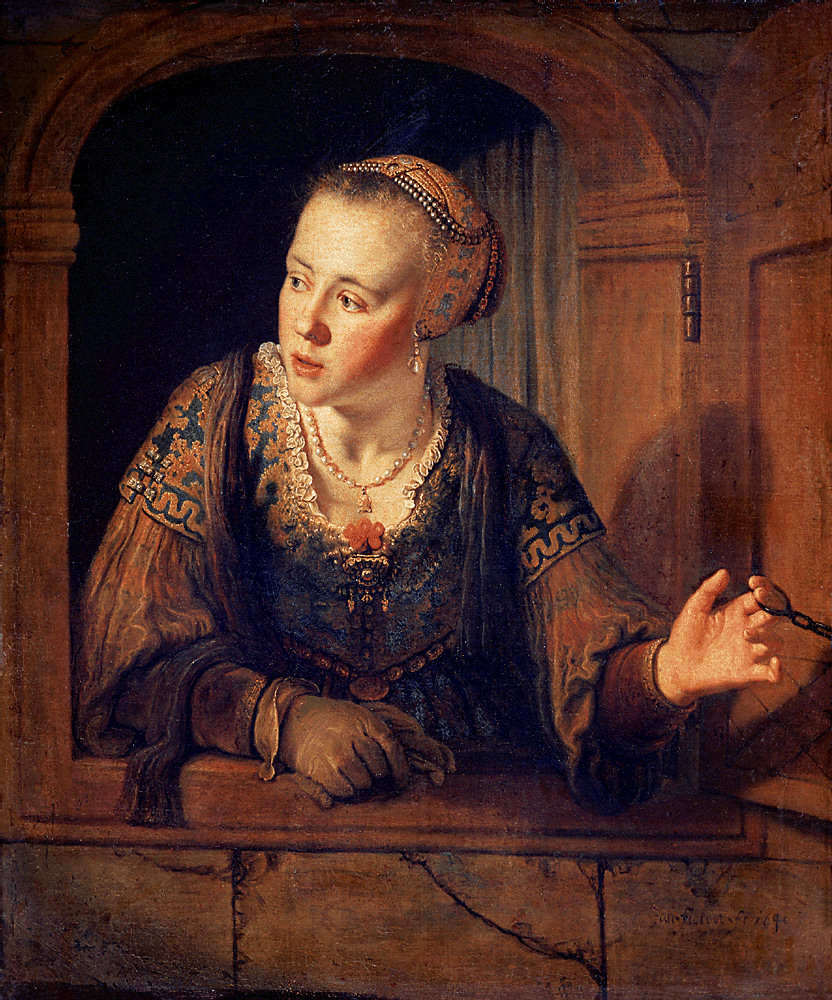
Jeune fille à la fenêtre, Jan Victors, 1640, Musée du Louvre, Paris.

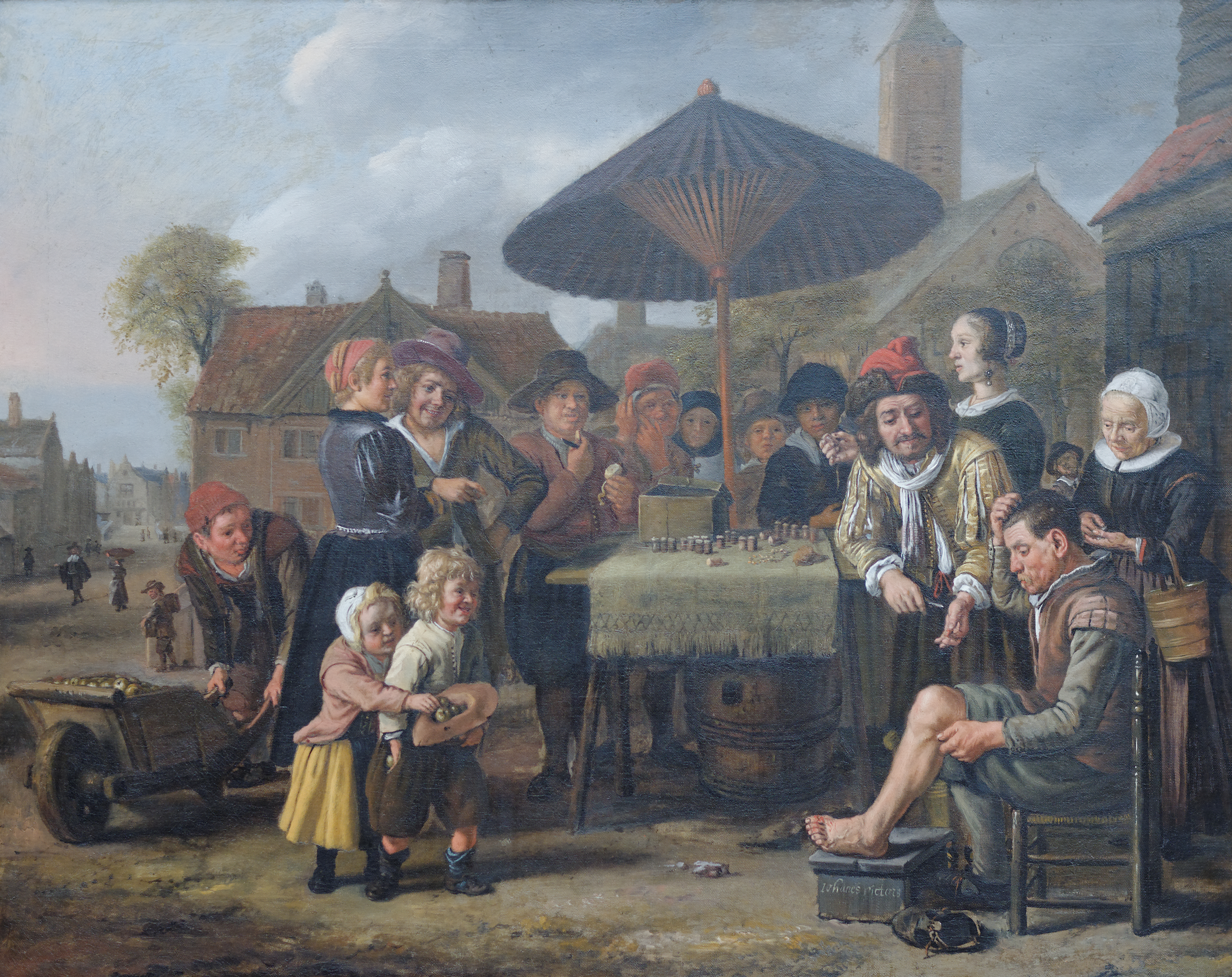
Le charlatan (1650-55), Musée des beaux-arts de Budapest

- Jeune fille à la fenêtre (1640), musée du Louvre, Paris[2]
- Isaac bénissant Jacob, musée du Louvre, Paris[3]
- Portrait de femme, musée des Beaux-Arts, Lille
- Joseph interprétant les rêves du boulanger et du maître d'hôtel[4], Rijksmuseum, Amsterdam
- Le boucher porcin[5], Rijksmuseum, Amsterdam
- L'onction de David, musée de l'Ermitage, Saint-Pétersbourg
- La générosité de Scipion l'Africain, musée de l'Ermitage, Saint-Petersbourg
- Le ferry-boat, , musée de l'Ermitage, Saint-Petersbourg
- Le rejet d'Agar, , musée de l'Ermitage, Saint-Petersbourg
- Les habits des orphelins à l'orphelinat[6], Amsterdam Historische Museum, Amsterdam
- Anna, mère de Samuel, en position de prière[7], Dordrechts Museum, Dordrecht
- Le départ d'Abraham de la famille de Lot[8], Metropolitan Museum of Art,  New York

## Dessins
Beaux-Arts de Paris :
- Jeune femme soutenue par deux hommes : Lucrèce mourante[9], copie, plume, encre brune, traces de crayon, H. 66 ; L. 155 mm. Il existe un deuxième exemplaire de cette esquisse, qui est considéré comme l'original (collection particulière), la présence d'un dessin sous-jacent sur la feuille de l'Ecole des Beaux-Arts la désignant comme une copie. L'original est rapproché d'un tableau conservé à Détroit, La Mort de Lucrèce, également attribué à Victors[10].
- Femme agenouillée aux bras ouverts[11], entourage de Jan Victors (?), plume, encre brune, H. 99 ; L. 101 mm. Cette feuille rappelle le style de Rembrandt des années 1630, mais présente trop de faiblesses pour lui être attribuée (Frits Lugt). On retrouve ce type d'exercice d'atelier sous de multiples variantes et tout au long des années, dans le travail des élèves de Rembrandt. Certains éléments présents sur les deux côtés de la feuille peuvent être comparés avec des dessins aujourd'hui attribués à Jan Victors dont la présence dans l'atelier de Rembrandt est située entre 1635 et 1639. On observe des ressemblances stylistiques avec ses dessins Aman implorant le pardon d'Esther à Brêmes et Isaac bénissant Jacob d'une collection privée italienne[12].